# Гарольд Ґарфінкель
Гарольд Ґарфінкель (англ. Harold Garfinkel; 29 жовтня 1917, Ньюарк, Нью-Джерсі — 12 квітня 2011, Лос-Анжелес, Каліфорнія) — американський соціолог, засновник етнометодології. Займався аналізом методів, які люди використовують в повсякденності для опису та осмислення власної діяльності.

## Біографія
Народився в родині бізнесмена, який продавав господарчі товари родинам іммігрантів. Батько хотів, щоб син наслідував його справу, тому юний Гарольд допомагав батькові, паралельно навчався в економічному коледжі. Ще в коледжі він зацікавився соціологією та соціальними теоріями, відвідував заняття для майбутніх спеціалістів в області соціальних наук. У 1935 році Ґарфінкель закінчує коледж і вступає до Університету Північної Кароліни, де вивчає соціологію, особливо теоретичну соціологію. В 1942 році захищає магістерську дисертацію. В тому ж 1942 році Гарольда Ґарфінкеля призвано до армії США.
Його ранні публікації, засновані на магістерській роботі, стосувалися расових відносин на півдні Америки. Вони характеризуються проникливістю і демонструють здатність автора вільно писати простою англійською мовою. Його перша публікація — «Colour Trouble» була про конфлікт, який виник, коли афро-американські жінки відмовилися сидіти в задній частині автобуса на шляху з Нью-Джерсі до Північної Кароліни. Вона була включена в збірник найкращих оповідань 1941 року.  [Архівовано 24 червня 2012 у Wayback Machine.]
У 1946–1952 Ґарфінкель навчається в Гарварді на кафедрі соціальних відносин, де його керівником був Талкотт Парсонс. В цей період Ґарфінкель найбільше цікавився емпіричними дослідженнями, особливо соціальними взаємодіями, які самі учасники не усвідомлюють. В 1952 захищає докторську дисертацію на тему «Сприйняття іншого: дослідження в галузі соціального порядку».  Викладав у багатьох університетах, але основна кар'єра формувалася в Каліфорнійському Університеті, де залишався професором до 1987 року. З 1957 по 1966 рік працював В Суспільній службі охорони здоров'я США.
Дружина — Арлін, у шлюбі 65 років.
Діти: донька Лєа та син Марк.
Помер 21 квітня 2011 року у віці 93 роки.

## Творчість

### Ідеологічні витоки
Гарольд Гарфінкель в соціології є послідовником феноменологічної тенденції, проте його етнометодологія як принципово новий метод базується не лише на надбаннях вчених-феноменологів (зокрема А. Щюца), представників символічного інтеракціонізму, а й на методах етнографії. Етнометодологія Гарольда Гарфінкеля базується на широкому використанні експериментального методу, відштовхується від деяких операцій формальної логіки, являє собою вивчення «дій в контексті, включених у плин часу», тяжіє до емпіричного дослідження соціальних явищ. Ґарфінкель з одного боку наслідує Дюркгайма, Макса Вебера, Ґурвіча, Гуссерля, Парсонса, Щюца, але завданням етномтодології вбачає глибоко зрозуміти організацію соціальних дій для кожного окремого суспільства.

### Етнометодологія
Основна стаття: Етнометодологія
Ключовими ознаками етнометодології є: неможливість розглядати спостерігача-науковця у відриві від контексту, ідея конструйованості реальності в процесі комунікації.
Етнометодологія відмовляється від орієнтації на позитивізм, аналізує основні виміри, в яких реалізуються соціальні практики і базується на сприйнятті суб'єкта і об'єкта дослідження як даностей, що впливають одна на одну.
Етнометодологію Гарфінкеля можна розглядати як напрям у соціології, як загальну соціологічну теорію, а сам автор вбачав в ній потенціал стати методологією соціальної науки в цілому.
Етнометодологія ставить задачу раціонально пояснити практичні дії.
Етнометодологія вивчає повсякденне життя людей. Ґарфінкель вважав, що розчаклування законів повсякденності допомагає тлумаченню об'єктивних законів суспільства.

### Ґарфінкелінг
Етнометодологія Гарольда Ґарфінкеля базується на широкому використанні експериментального методу.
Ґарфінкелінг — особливий тип соціально-психологічного експерименту, який полягає у свідомому порушенні експериментатором нормального плину взаємодії і дослідженні реакції на це. Експеримент виявляє, що руйнування стабільних культурних модулей викликає обурення, паніку, розпач тощо.  [Архівовано 16 жовтня 2011 у Wayback Machine.]

### Основні поняття теорії Ґарфінкеля
Поняття, якими оперує Ґарфінкель є новими в науці, багато він запозичує з суміжних дисциплін, мова науковця є складною для розуміння: частково це випливає зі складності феноменів, що досліджуються; мову Ґарфінкеля також вважають одним з конститутивних елементів етнометодологічного руху. 
Раціональність — одне з основних понять етнометодології. Існують буденна і наукова раціональності. Для повсякденних практик характерна така інтерпретація подій, за якої індивід обирає з усієї сокупності відносин такі, що вважає за санкціоновані, і припускає, що для інших вони також є справедливими.
Наукове теоретизування натомість дотримується позицій нейтралітету відносно впевненості у еквівалентності об'єктів та того, чим вони здаються.
Соціальна стандартизація — поняття етнометодології, яке орієнтує на події і дає критерії, що дозволяють детектувати відхилення від «нормального» ходу подій, відновити його і закласти основи для подальшого підтримання.
Жертвою культури Ґарфінкель називає людину, яка відтворює характерні для цього суспільства риси і діє згідно з легітимними варіантами дій, що забезпечують загальну культуру.
Згода, що розділяється — можливість індивіда співвіднести ті чи інші висловлювання з правилом.
Практики бачення і словесного вираження, Практики складаються за Ґарфінкелем з контингентного навчання, здійснюються за допомогою рутинних дій; відтворюються у випадках, в яких і сама ситуація і власна компетенція сприймаються індивідом як дане.

### Об'єктивні та індексні судження
Індексність — властивість повсякденних практик, яка полягає у їх залежності від контексту.
Ґарфінкель розглядає об'єктивні та індексні судження. «Індексність» — характеристика висловлювання як такого, що містить вказівку на визначених мовця, ситуацію, час, місце, об'єкт. Етнометодологія займається дослідженням раціональних властивостей індексних виразів і дій як досягнень організованої штучно практики повсякденного життя. Ґарфінкель порівнює «об'єктивні та індексні» вислови з «наукою і мистецтвом», наголошуючи на тому, що заміна всіх висловлювань на об'єктивні є програмним завданням для соціальних наук, яке в кожному конкретному випадку опосередковується і гальмується практичними труднощами. Індексні висловлювання не можуть бути застосовані у формальному дискурсі.

## Критика теорії Толкота Парсонса
Гарольд Ґарфінкель піддавався неабиякому впливу з боку Толкота Парсонса та його поглядів на соціальну реальність, та зокрема, на соціальну дію. Проте сам Гарфінкель був згоден не з усім.
Парсонс у своїй теорії соціальної дії зазначав, що всі взаємодії між індивідами в суспільстві регулюються певними загальними усталеними поняттями та уявленнями. За Парсонсом, дії індивідів залежать від зовнішніх умов, цілей, які переслідує актор, а також від норм та цінностей, що панують у суспільстві.  Тобто, всі умови та передумови соціальної дії знаходяться ззовні індивіда, внутрішня мотивація у Парсонса до уваги не бралася. 
На відміну від Парсонса, Гарфінкель вважав, що взаємодія індивідів у суспільстві базується на внутрішніх для діячів аспектах, на їх здорову глузді. Він не відкидав значення соціальних та культурних норм, але на відміну від Парсонса, Гарфінкель обстоював ту думку, що ці норми аналізуються та трактується кожним індивідом по-своєму, і дія залежить саме від кінцевого «вихідного» матеріалу мислення індивіда.  
Будь-який суспільний постулат кожний індивід перероблює від власне розуміння і власні цілі, проявляючи практичну раціональність. Гарфінкель говорив, що в більшості випадків індивіди не усвідомлюють те, що вони є суб'єктами соціальної взаємодії. За Гарфінкелем, індивіди сприймають та трактують  світ за допомогою певних «фонових очікувань» — характеристик повсякденного життя, які не можна відслідкувати і дослідити, вони тільки маються на увазі. Їх головне завдання — типізувати та категоризувати повсякденне життя. 
Ці поправки, які вносив Гарфінкель в поняття соціальної дії вилилися в його дослідження та теоретизування етнометодології. Саме цей напрям на думку Гарольда Гарфинкеля демонструє більш широку картину взаємодій в суспільстві, вона охоплює більше аспектів мотивації дій індивідів у соціальних структурах.

## Вибрана Бібліографія
- 1946 «Color trouble.» in Primer for white folks. Edited by B. Moon, 269–286. Garden City, NY: Doubleday Doran
- 1956 «Conditions of successful degradation ceremonies.» American Journal of Sociology 61: 420–424.
- 1956 «Some sociological concepts and methods for psychiatrists.» Psychiatric Research Reports 6: 181–198.
- 1963 «A conception of, and experiments with, 'trust' as a condition of stable concerted actions.» in Motivation and social interaction. Edited by O.J. Harvey, 187–238. New York: The Ronald Press
- 1967 Studies in ethnomethodology . Englewood Cliffs, NJ: Prentice-Hall
- 1967 «Practical sociological reasoning: Some features in the work of the Los Angeles suicide prevention center.» in Essays in self-destruction. Edited by E. Shneidman, 171–186. New York: Science House
- 1968 «Discussion: The origin of the term 'ethnomethodology'.» in Proceedings of the Purdue Symposium on Ethnomethodology. Edited by R. Hill and K. Grittenden, 15-18. Institute Monograph Series #1
- 1970 (with Harvey Sacks) «On formal structures of practical actions.» in Theoretical sociology: Perspectives and developments. Edited by J. McKinney and E. Tiryakian, 337–366. New York: Meredith
- 1972 «A Comparison of Decisions Made on Four 'Pre-Theoretical' Problems by Talcott Parsons and Alfred Schultz» in . Edited by, . ms.. [first published in 1960]
- 1972 «Studies in the routine grounds of everyday activities.» in Studies in social interaction. Edited by D. Sudnow, 1-30. New York: The Free Press. [first published in 1964]
- 1972 «Conditions of Successful Degradation Ceremonies.» in Symbolic Interactionism. Edited by J. Manis and B. Meltzer, 201–208. New York: Allyn and Bacon
- 1976 «An introduction, for novices, to the work of studying naturally organized ordinary activities.» in . Edited by, . ms.
- 1981 «The Work of a Discovering Science Construed with Materials from the Optically Discovered Pulsar.» Philosophy of the Social Sciences 11: 131–158.
- 2002 Ethnomethodology's program: Working out Durkheim's aphorism . Lanham, MD: Rowman & Littlefield

Основна праця — «Дослідження з етнометодології» (1967).
Український переклад:
Ґарфінкел Г. Дослідження з етнометодології; [переклад з англійської Віктора Шовкуна, науковий редактор Вахтанґ Кебуладзе]. – К.: Курс, 2005. – 340 с.